# إمبريوم
الإمبريوم (باللاتينية: Imperium) هو اصطلاح من اللغة اللاتينية، يعني تقريباً «سلطة القيادة». في روما القديمة، كان يتم تمييز أنواع السلطة والنفوذ المختلفة بمصطلحاتٍ مختلفة، وبالتالي فقد كانت وظيفة مصطلح الإمبريوم التعبير عن سيادة الدولة على الأفراد. تختلف كلمة الإمبريوم اختلافاً هاماً عن مصلحي أوكتوريتاس وبوتيستاس اللَّذين يشيران إلى أنواعٍ مختلفة من السلطات التي كانت قائمة في الجمهورية والإمبراطورية الرومانية. يشير الإمبريوم بالدرجة الأولى إلى استعمال فردٍ للسطات المفوَّضة إليه بدرجة أو بأخرى، وكان يُطلَق على الأشخاص الذين يُمنَحون سلطات الإمبريوم هذه اسم الحكام. كان الحكام بعض أعلى وأهم المسؤولين في الحكومة الرومانية، ورتبهم الرسميَّة في روما كانت الإيديل والبريتور والرقيب والقنصل وقائد الفرسان والدكتاتور.
في روما القديمة، كان يمكن استعمال الإمبريوم كاصطلاحٍ لتبيين صفات الشخص، كالغنى الذي يمتلكه أو كوسيلةٍ لقياس مقدار سلطته. كان يمكن استعمال الإمبريوم في هذا السياق بصورةٍ مطاطة، فقد كان يُدرَج في الأشعار حتى لو لم تكن عن مسؤولي الحكومة. كما أنه وبالنسبة للمجتمع الروماني، كان مصطلحاً يدلُّ على السلطة القانونية. فالرجل الذي يحظى بالإمبريوم (والمُسمَّى "إمبراتور") كانت لديه بالواقع سلطة مطلقة يمكنه استعمالها في حدود كونه حاكماً أو حاكماً ثانوياً. كان يمتاز بحق النقض، وفي الآن ذاته كان يمكن أن ينقضه أي حاكم أو حاكم ثانوي بسلطة مساوية له، مثل قنصل زميلٍ له، أو بالأحرى، كان يحقُّ لمن يمتلكون إمبريوم مساوياً له أن ينقضوا قراراته.